# 西恩內迪區
西恩内迪区（阿拉伯语：‎）是乍得是乍得的23个地区之一。位于该国东北部。首府在法达。下分二省。西恩内迪区北与利比亚接壤，东邻东恩内迪区，西邻博尔库区，南邻瓦迪菲拉区。大部分位于撒哈拉沙漠。
该区先前为恩内迪区的一部分，后恩内迪区解体，东恩内迪区和西恩内迪区于2012年成立。